# Carlos Ameglio
Carlos Ameglio (Montevideo, 23 giugno 1965) è un regista e sceneggiatore uruguaiano.

## Biografia
Cresce artisticamente formandosi nella Cinemateca di Montevideo
Il suo primo film risale al 1988, ed è un mediometraggio, Los últimos vermichelli, che partecipò al Festival del Cinema di Cuba e che vinse il premio Caracol al Festival del cinema della Colombia
Ameglio inizia a comparire sulla scena cinematografica latinoamericana a metà degli anni Novanta con il mediometraggio El hombre de Walter, basato su un racconto di Mario Levrero, a sua volta ispirato alla biografia di William Grey Walter, che annovera tra gli attori Gustavo Escanlar. Risulta essere un film bizzarro ma apprezzato dalla critica, tanto da vincere vari premi come il miglior film uruguayano nel Festival Internacional de Cinemateca Uruguaya, ma anche miglior regista e miglior film al Festival Internazionale di Rio de Janeiro, miglior film di cinema d'avanguardia al Chicago International Television Festival e riconoscimenti all'US International Film Festival.
Ha lavorato per molti anni nella pubblicità: realizza video commerciali efficienti e di successo per svariati tipi di merce, con la casa di produzione pubblicitaria da lui fondata nel 1996, Salado Films. Di successo sono stati i suoi contributi audiovisivi alla campagna pubblicitaria per la compagnia di spedizioni TNT, ma anche per Toyota e Coca-Cola.
Partecipa anche come giurato a festival pubblicitari, mentre la sua Salado Films riceve premi e menzioni speciali a Cannes, New York e San Sebastian. El Ojo de iberoamerica lo sceglie per due volte come miglior regista pubblicitario latinoamericano.
Dal 2003 la Salado Films produce anche cinema: partecipa alla produzione di Una notte di 12 anni di Álvaro Brechner, No soy tu mami di Sebastian Wainraich, e il documentario Wilson di Mateo Gutierrez.
La cascara realizzato nel 2007 con ha riferimenti, probabilmente autobiografici, verso il mondo pubblicitario: la trama vede un creativo pubblicitario che muore mentre lavora ad una idea per il lancio di un antinfiammatorio; il suo collega, Pedro, prova ad appropriarsi così dell'idea e della gloria che spettavano al defunto. È stato scelto come miglior film all AFIA Film Festival di Aarhus.
Nel 2018 esce Porno para principiantes, mentre sono tuttora in fase di realizzazione Kiken, realizzato con Leonel D'agostino e coprodotto da Diego Dubcovsky e il documentario Hija del dolor.

## Filmografia
- La fruta en el fondo del tazón (1986) cortometraggio
- Los últimos vermicelli (1987)
- Psiconautas
- El hombre de Walter (1995)
- La cáscara (2007)
- Porno para principiantes (2018)